# Kerelaw Castle
Kerelaw Castle ist eine Burgruine in Stadt Stevenston in der schottischen Council Area North Ayrshire. Die Ruine ist als Scheduled Monument denkmalgeschützt. Eine zugehörige Brücke über den Stevenston Burn ist außerdem als Denkmal der Kategorie B klassifiziert.

## Geschichte
Die Burg, die auch Kerila Castle oder Turnlaw Castle genannt wurde, soll laut Timothy Pont ab 1191 von Richard de Morville für die Lockharts gehalten worden sein, nachdem Stephen Lockhart (oder Loccard) ein Stück Land in Ayrshire zugesprochen bekam. Dieses Land nannte er „Stevenstoune“ (später „Stevenston“) nach sich selbst und das Herrenhaus des Baronats Stevenston nannte man „Kerelaw“. Burg und Baronat wurden später an die Campbells von  Loudoun und noch später an die Cunninghames (oder Cunninghams, bzw. Cuninghames) von Kilmaurs übertragen. Während sich die Burg in den Händen der Cunninghames befand, wurde sie 1488 im Zuge der gut belegten, lang andauernden Fehde zwischen diesen beiden prominenten Familien aus Ayrshire von Hugh Montgomerie, 1. Earl of Eglinton, geplündert und niedergebrannt. Die Cunninghames brannten unter der Führung des Earls of Glencairn 1528 Eglinton Castle als Rache bis auf die Grundmauern nieder.

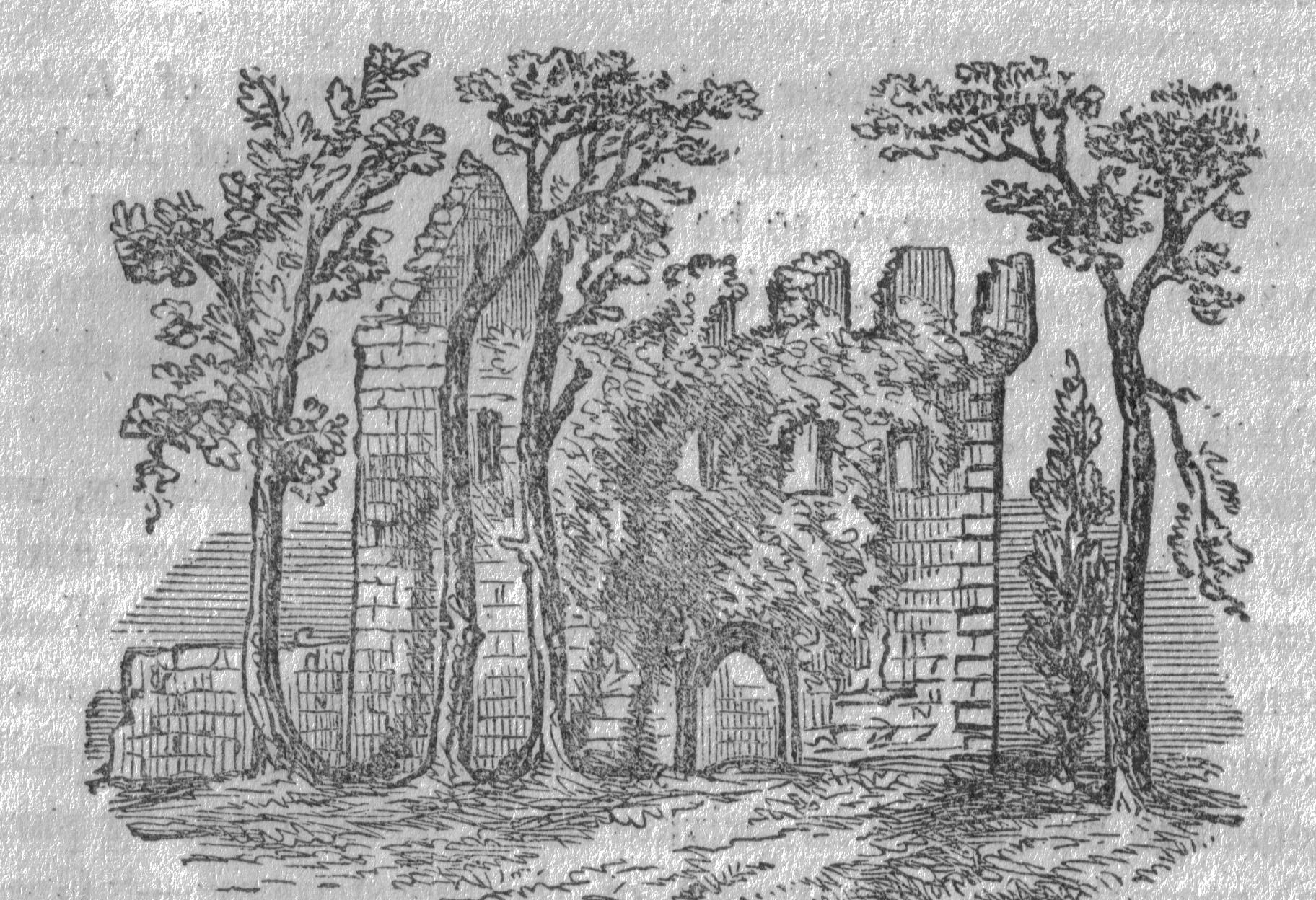
Kerila oder Kerelaw Castle in den 1860er-Jahren.

Kerelaw Castle wurde irgendwann nach 1488 wieder aufgebaut und soll eine Reihe geschnitzter Wappenschilder des schottischen Adels enthalten haben, die man von der Kilwinning Abbey genommen hatte. Neun Fischern der Saltcoats wurde 1545 Land gegen den Transport der Möbel des Earls vom Bach der Saltcoats auf dem Clyde nach Finlayston jedes Frühjahr und den Rücktransport jeden Herbst, wenn die Familie für die Wintermonate auf Kerelaw Castle zurückkehrte, Land verpachtet. Ein halbes Fass Heringe musste ebenfalls jährlich dem Earl geliefert werden.

### Wohnsitz der Äbte

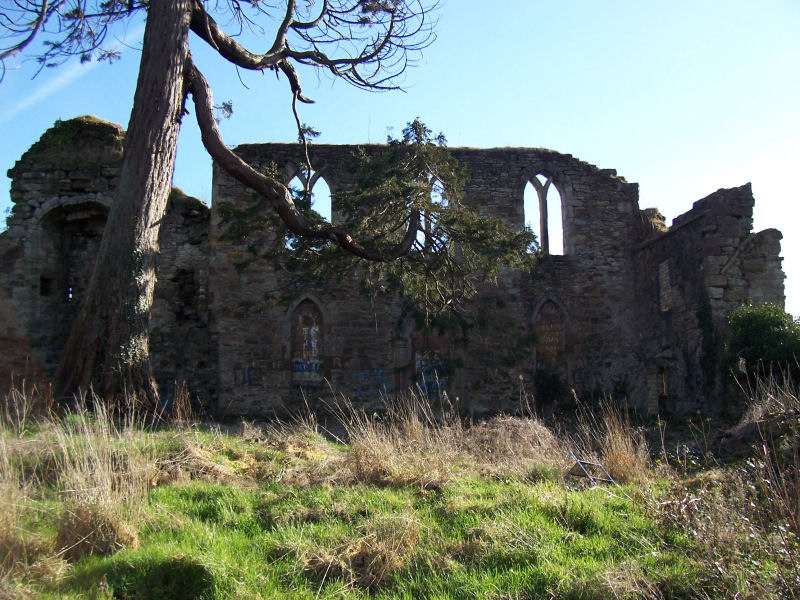
Südliche Mauer der Burgruine 2006

Laut einer örtlichen Legende soll die Burg der Sitz des Abtes von Kilwinning gewesen sein, was möglicherweise auf die Tatsache zurückzuführen ist, dass der dritte Sohn von Alexander Cunningham, 1. Earl of Glencairn, nach der Reformation abwesender Abt der Abtei war und auf Kerelaw Castle gewohnt haben könnte.

### Spätere Geschichte

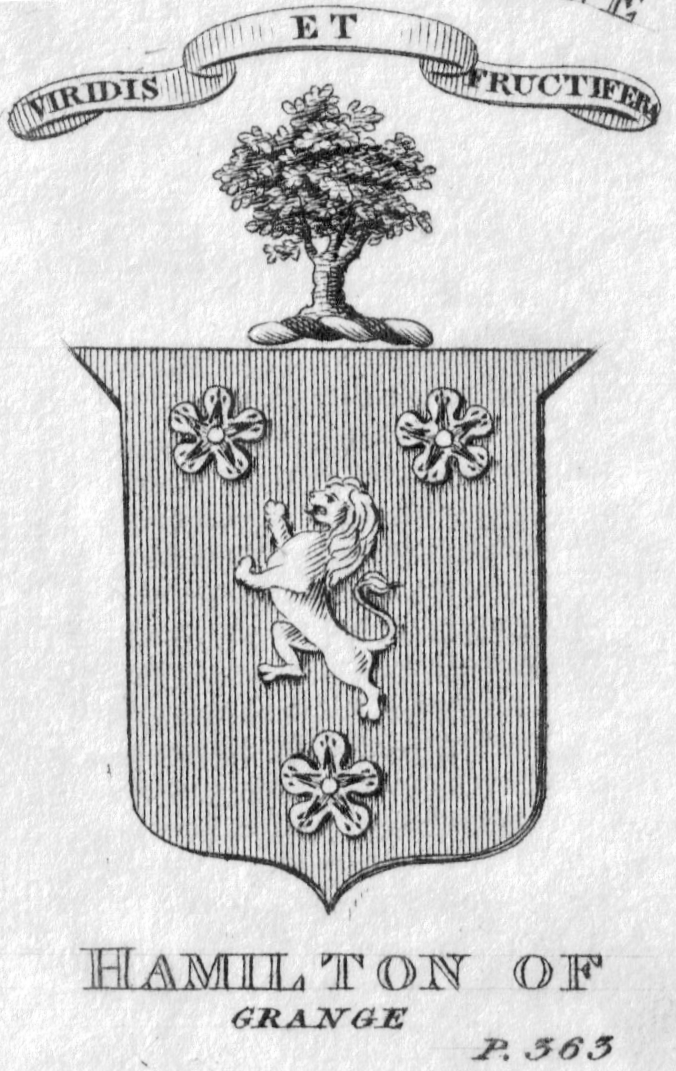
Wappen der Hamiltons von Grange

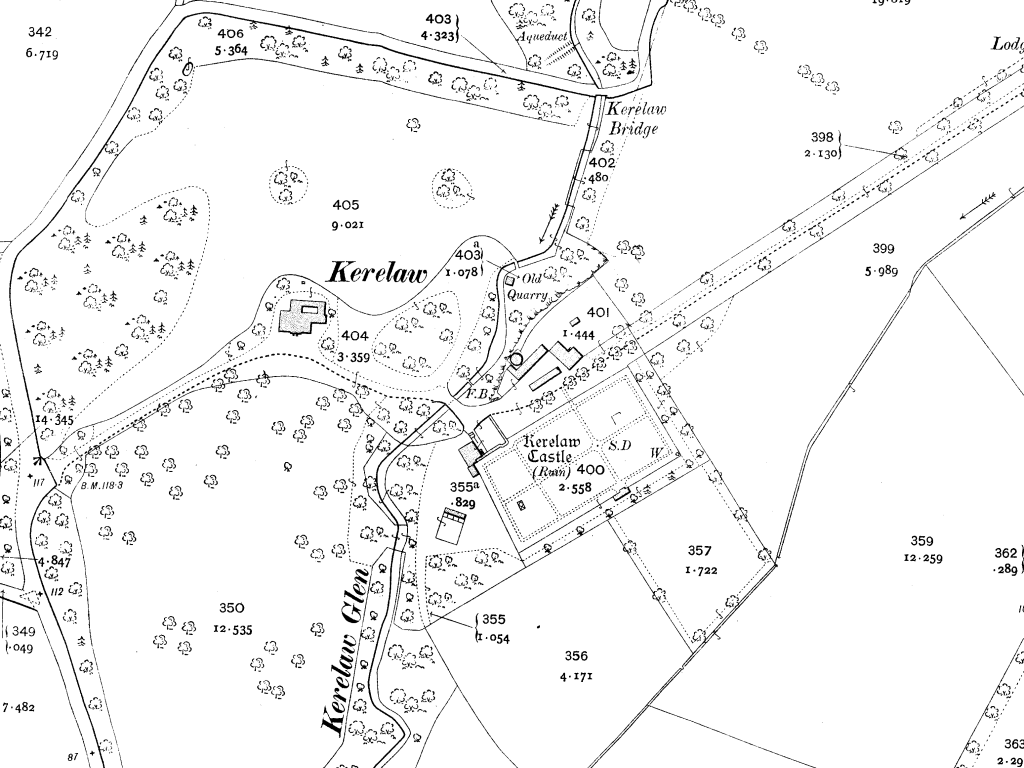
Eine Ordnance-Survey-Karte des Anwesens Kerelaw von 1910

1609 kaufte Sir Thomas Boyd das Anwesen und verkaufte es bald an Sir William Cunninghame aus Cunninghamhead weiter. 30 Jahre später kaufte Sir Robert Cunninghame aus Auchenharvie die Burg und die umgebenden Ländereien. 1655 kaufte John Hamilton aus Cambuskeith (heute „The Mount“), später aus Grange, (Großvater von Alexander Hamilton, einem Gründungsvater der USA) Kerelaw Castle und benannte es ist „Grange Castle“ nach seinem Familienhaus in Kilmarnock um. Clements und Graham geben das Jahr 1685 als Datum für den Verkauf von „Kerila“ (Kerelaw) an John Hamilton an. Bis 1787 war die Burg der Sitz der Familie Hamilton; dann ließ ein weiterer Alexander Hamilton (Vetter 2. Grades des US-amerikanischen Politikers) Kerelaw House (auch „Grange House“) in der Nähe erbauen. Die Burg wurde bald aufgegeben.
Den Grundstein des neuen Eglinton Castle in Kilwinning ließ Alexander Hamilton of Grange 1797 für den 12. Earl of Eglinton legen.

### Nebengebäude

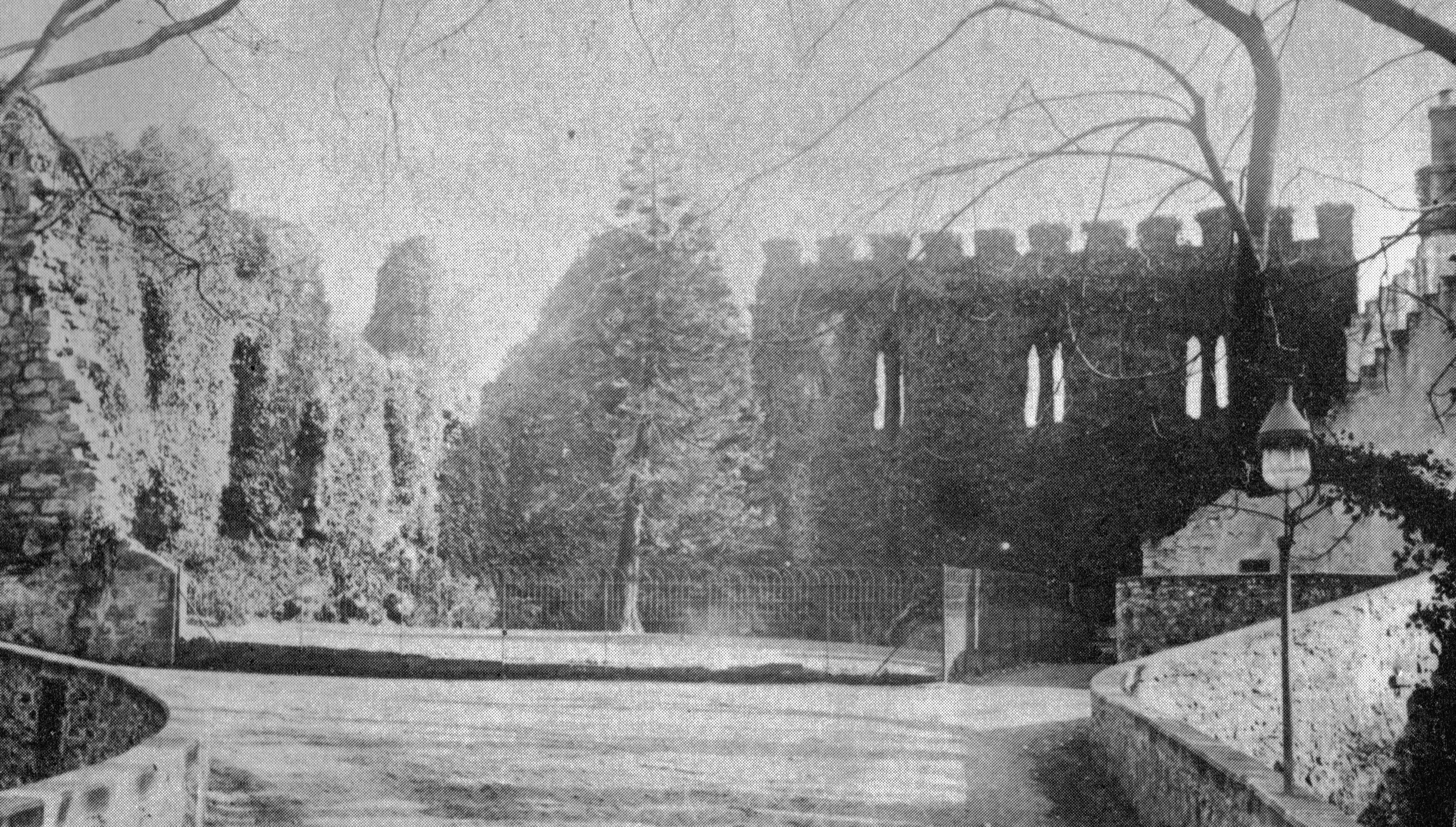
Ruinen von Kerelaw Castle 1890 mit Goldregen, den David Livingstone aus Afrika geschickt hatte.

Ein Taubenhaus von 1775 gab es hier bis in die 1960er-Jahre; dann wurde es zusammen mit den anderen Nebengebäuden abgerissen. Im Burghof waren Häuser für die Arbeiter errichtet worden und ihre hohen Staffelgiebelenden ließen die Burgruine noch pittoresker erscheinen. Die gotischen Fenster wurden vermutlich im 19. Jahrhundert in die Gebäude eingesetzt. In der Nähe gab es auch einen Kalkofen. Dudups („Diddup“) in der Nähe war Teil des Anwesens.
Roys Karte von 1747 verzeichnet den Namen als „Kerry-law“, und Smith nennt die Burg „Kerila Castle“, ebenso wie Paterson. „Kyryaw Castle“, Mains und Mühle sind auf Ponts Landkarte von 1604–1608 verzeichnet. Eine Lodge östlich der Burg sieht man auf einer älteren Ordnance-Survey-Karte; sie existiert heute noch als Privathaus.

### Spätere Geschichte
Haus, Burg und Anwesen wurden 1838, nach Alexander Hamiltons Tod, an Gavin Fullerton verkauft. Fullerton nannte das Anwesen bald wieder „Kerelaw“.

## Die Burg heute

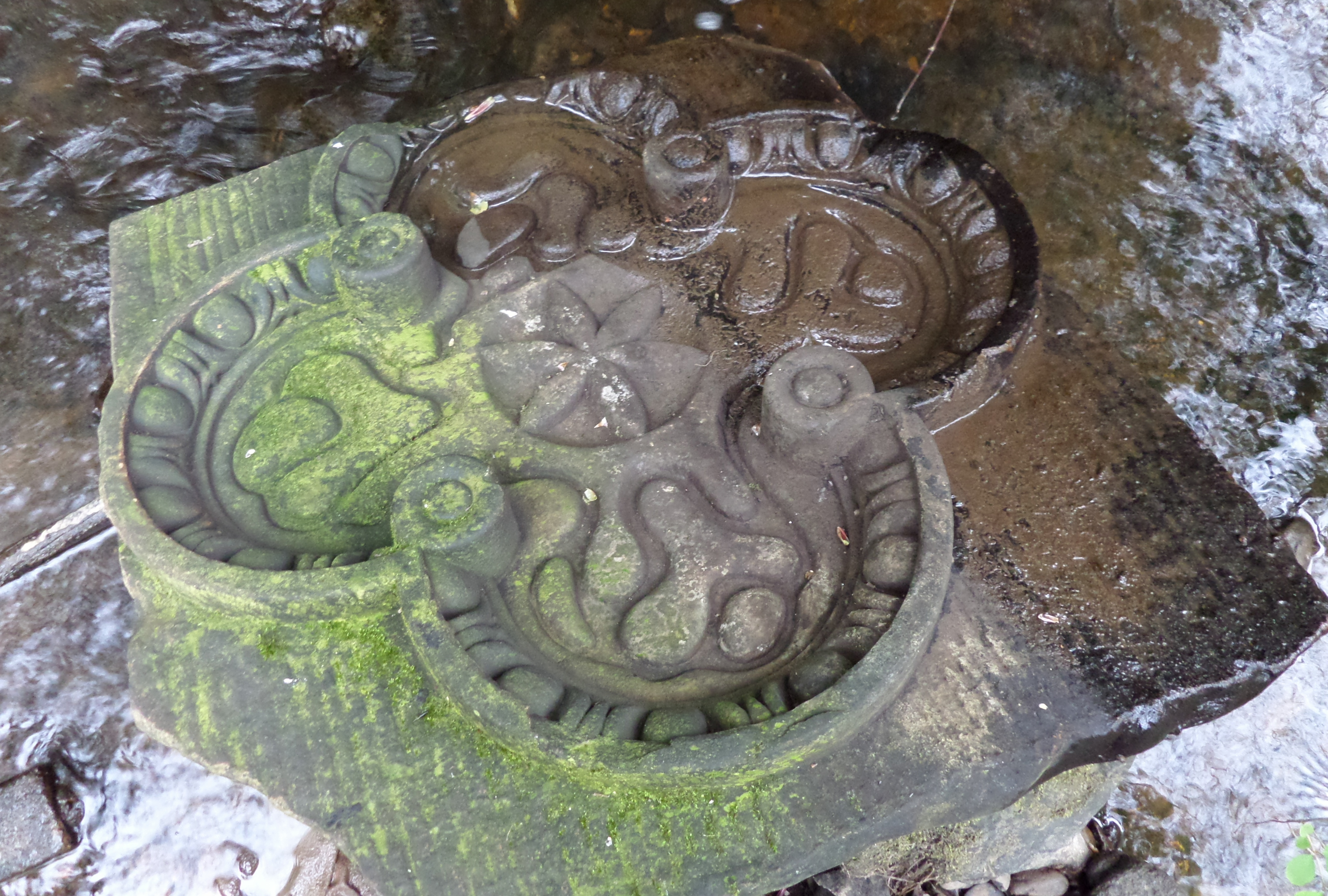
Schön gemeißelter Vierpass auf dem Schlussstein über dem Brückenbogen

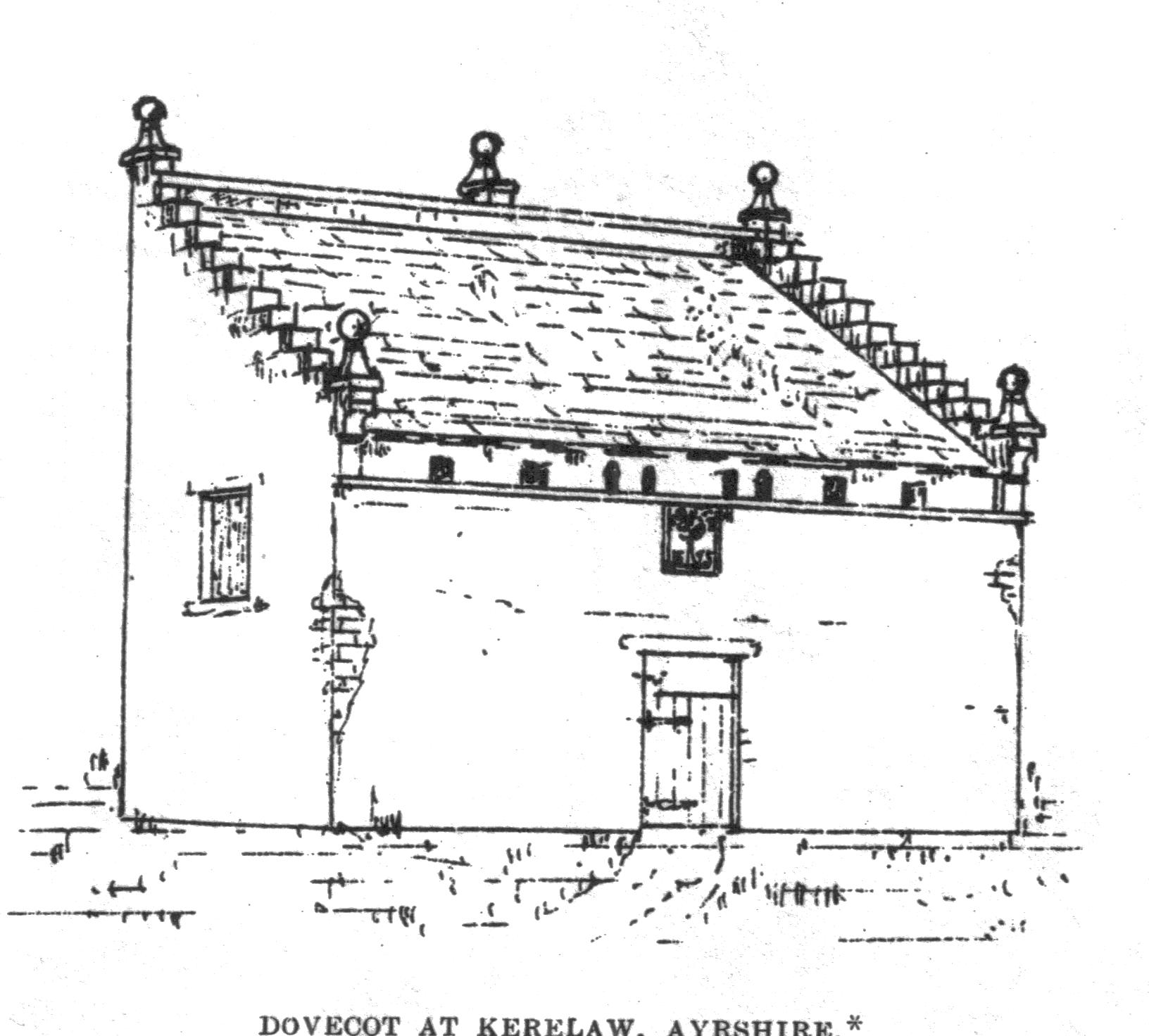
Das alte Taubenhaus von Kerelaw Castle, das heute nicht mehr existiert.

Kerelaw Castle ist heute eine Ruine; drei Mauern sind in unterschiedlichen Stadien des Verfalls erhalten geblieben. Gotische Fenster schmücken immer noch die Südmauer; sie sollen von der Kilwinning Abbey beeinflusst worden sein (und beweisen, dass ein Großteil der Burg zu unterschiedlichen Zeiten entstand).
1852 verzeichnete Paterson Schießscharten und verseilte Verzierungen aus der Zeit vor dem 14. Jahrhundert. Eine alte Brücke, die heute nur noch von Fußgängern benutzt wird, liegt in der Nähe der Ruine, aber die Burg selbst ist von einem Zaun umgeben, um Burgruine und Öffentlichkeit voreinander zu schützen (die Burgruine vor ungebetenem Besuch und die Öffentlichkeit von herabstürzenden Mauerteilen). Burgruine und Anwesen gehören der Gebietsverwaltung von North Ayrshire. 2014 wurden Reparaturarbeiten am Gebäude durchgeführt und die unmittelbare Umgebung wurde von Bewuchs befreit, der die Gebäude beschädigen und verdecken könnte. Am Zaun sind Schilder zur Erklärung der Burgruine angebracht.
Die Brücke hat eine große Höhlung, die Fußgängern einst den Zugang zum Weg entlang des Stevenston Burn ermöglichte. Der Brückenbogen und die Höhlung zeigen, dass die Brücke in zwei Bauabschnitten errichtet und später verbreitert wurde; der bachaufwärts gerichtete Teil der Brücke ist späteren Datums. Ein großer, schön behauener Vierpass ist vom Brückenbogen abgefallen und liegt jetzt bachabwärts der Brücke.
Der frühere eingefriedete Garten der Burg mit seinen Sonnenuhren und der komplexen Beetanlage wurde Ende der 1960er-Jahre als Bauland genutzt, aber eine einzelne Mauer der Anlage ist noch erhalten. In einer Ordnance-Survey-Karte aus den 1850er-Jahren ist ein Obsthain verzeichnet, der in der Nähe des eingefriedeten Gartens lag.
Eine mit großen Steinen ausgelegte Furt kreuzte einst den Stevenston Burn im Kerelaw-Tal unterhalb der Burg. Der Weg führte das Ufer hinauf und am Bauernhaus von Kerelaw Mains vorbei. Bei der Anlage eines Kalksteinbruches wurde der Weg von der Furt herauf zerstört. Zwei Fußgängerbrücken führten über den Bach, eine am heute noch erhaltenen Wehr und die andere jenseits des Steinbruchhauses, wo heute noch vermörtelte, mit Werkstein verkleidete Steinmauern zu sehen sind.

## Bildergalerie der Burg und ihrer Umgebung

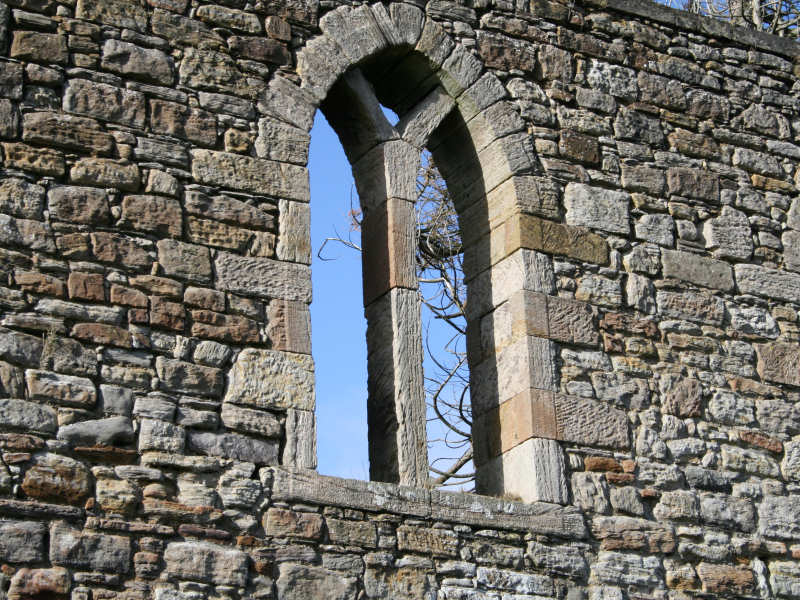
Eines der bis heute erhaltenen, gotischen Fenster 2008
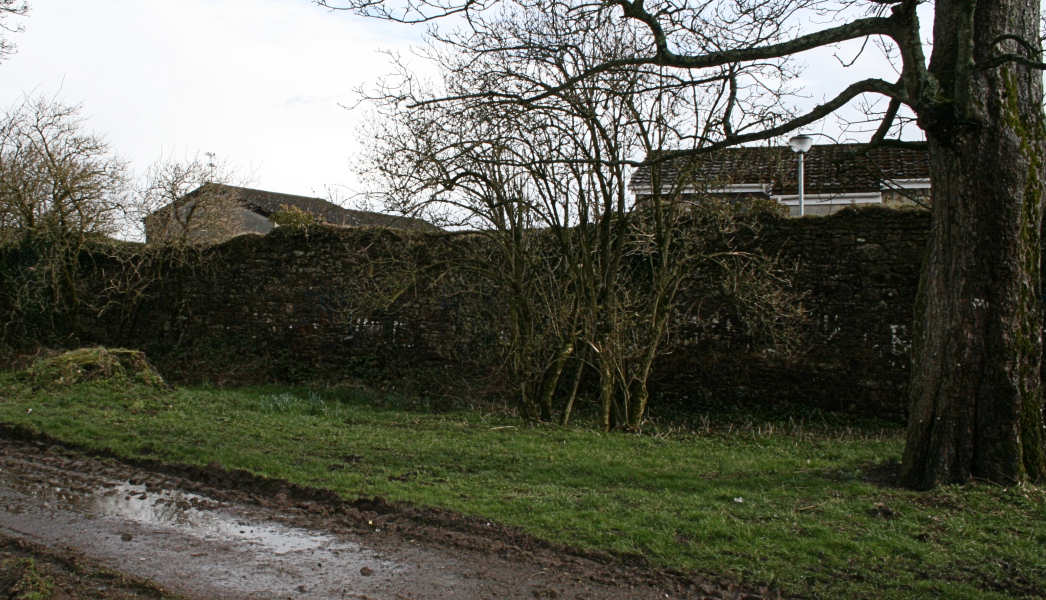
Die letzten Überreste des eingefriedeten Gartens der Burg 2008
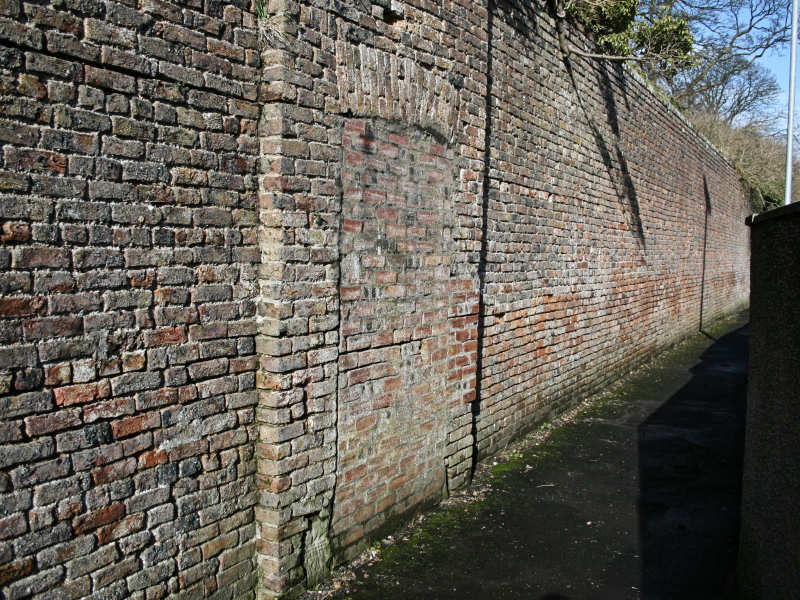
Ein zugemauerter Eingang zum früheren eingefriedeten Garten 2008
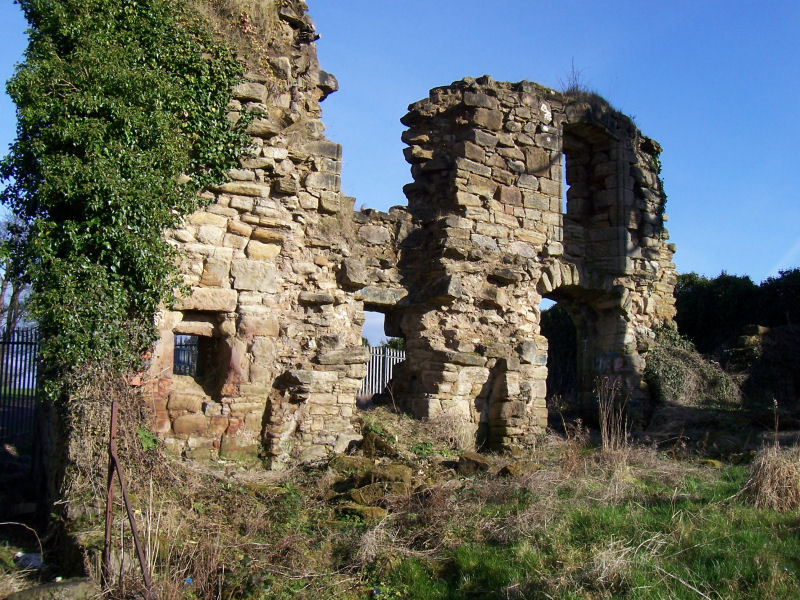
Die Überreste der östlichen Burgmauer 2006
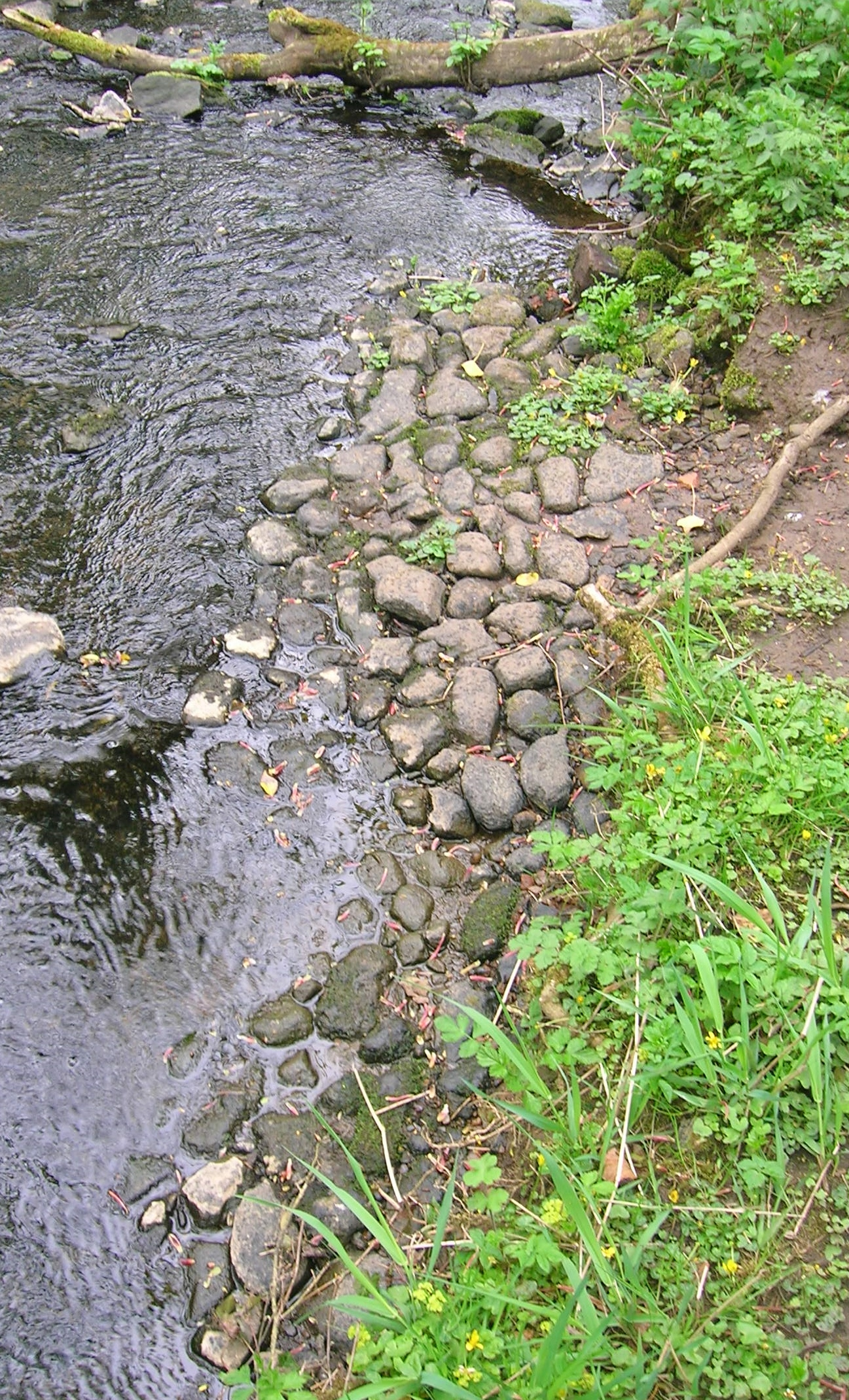
Überreste der alten Furt
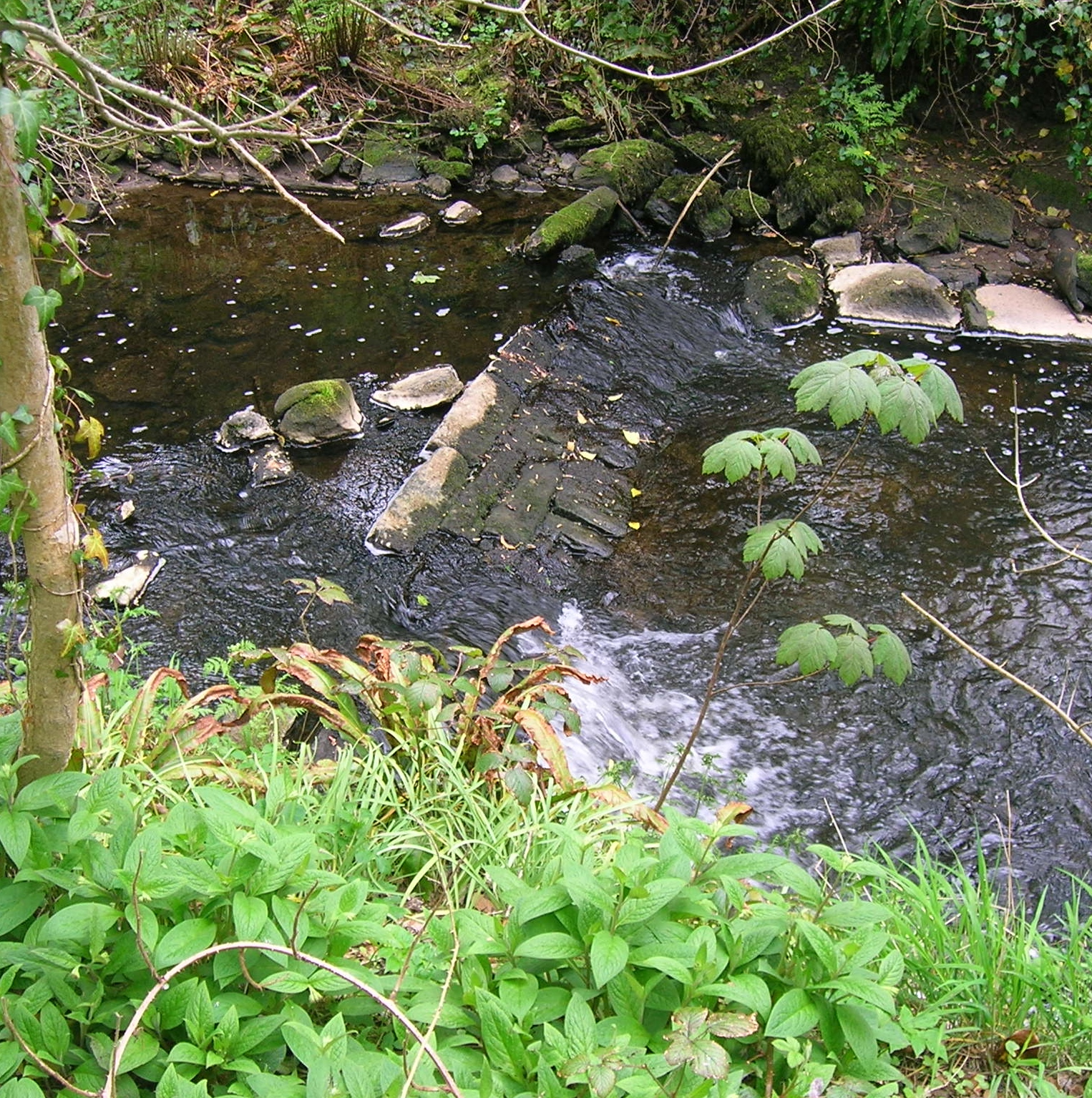
Das Wehr am Stevenston Burn im Kerelaw-Tal